# Pont-de-Ruan
Pont-de-Ruan is een gemeente in het Franse departement Indre-et-Loire (regio Centre-Val de Loire) en telt 593 inwoners (1999). De plaats maakt deel uit van het arrondissement Tours.

## Geografie
De oppervlakte van Pont-de-Ruan bedraagt 5,8 km², de bevolkingsdichtheid is 102,2 inwoners per km².
De onderstaande kaart toont de ligging van Pont-de-Ruan met de belangrijkste infrastructuur en aangrenzende gemeenten.

## Demografie
Onderstaande figuur toont het verloop van het inwonertal (bron: INSEE-tellingen).